# Miltochrista lutivittata
Miltochrista lutivittata är en fjärilsart som beskrevs av Alfred Ernest Wileman och Reginald James West 1928.
Miltochrista lutivittata ingår i släktet Miltochrista och familjen björnspinnare. Inga underarter finns listade i Catalogue of Life.